# Ibrahim El-Demiri
Ibrahim El-Demiri (arabisch إبراهيم الدميري, DMG Ibrāhīm ad-Damīrī) ist ein ehemaliger ägyptischer Politiker. Er war Minister für Verkehr und Kommunikation in der Regierung von Atif Abaid und wurde nach einem Zugbrand in Oberägypten am 20. Februar 2002 aus dem Ministerium entlassen.
El-Demiri wurde erneut zum Minister für Verkehr und Kommunikation ernannt in der Übergangsregierung von Beblawi am 22. Juli 2013. El-Demiri ist Gastprofessor im Bereich Transport und Verkehr an mehr als einer amerikanischen, europäischen und arabischen Universität und seit 1983 ein registrierter Experte für Transport und Verkehrsplanung bei den Vereinten Nationen und der Weltbank. Er hat fast 66 Forschungsarbeiten verfasst Veröffentlichungen im Ausland und im Inland und mehr als 100 Studien.